# Drumontiana nakamurai
Drumontiana nakamurai is een keversoort uit de familie van de boktorren (Cerambycidae). De wetenschappelijke naam van de soort werd voor het eerst geldig gepubliceerd in 2007 door Komiya & Niisato.